# Kowloon's Gate
Kowloon's Gate (クーロンズ・ゲート −九龍風水傳−?, Kowloon's Gate: Jiǔlóng Fēngshuǐ Zhuàn) è un videogioco d'avventura sviluppato da Zeque e pubblicato nel 1997 da Sony Music Entertainment Japan per PlayStation. Distribuito tramite PlayStation Network per PlayStation 3 e PlayStation Portable, dal videogioco è stato tratto un titolo per PlayStation VR, Kowloon’s Gate VR: Suzaku.

## Trama
Kowloon's Gate è ambientato nella città murata di Kowloon nel 1997.